# سیلویا یانگ
سیلویا یانگ (انگلیسی: Sylvia Young؛ زادهٔ ۱۸ سپتامبر ۱۹۳۹) مدیر آموزشی اهل بریتانیا است، که در سال ۱۹۷۲ مدرسه تئاتر سیلویا یانگ را تأسیس کرد و هم‌اکنون ریاست آن را برعهده دارد.